# Jōkamachi
Jōkamachi (城下町, littéralement « ville sous le château » ou « ville-château ») est le nom des villes qui ont servi de centres administratifs aux domaines féodaux depuis le XVe siècle. Contrairement à leur nom, tous les jōkamachi établis à partir de l'époque d'Edo n'étaient pas forcément construits au pied d'un château.

## Histoire

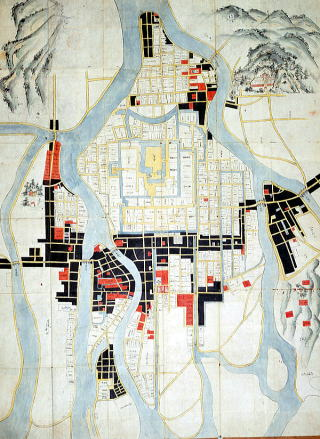
Dessin du jōkamachi de Hiroshima, vers 1700. La carte est légèrement tournée vers l'ouest. Au centre (en jaune) se trouve le château du daimyo, entouré du samuraimachi, essentiellement au sud du chōninmachi (en noir), le teramachi (en rouge) essentiellement au sud-ouest et au nord-ouest.

L'avènement du jōkamachi remonte à l'époque Sengoku (période des États en guerre). Le jōkamachi fonctionne à la fois comme une base militaire représentée par le château et comme une ville administrative et commerciale. Oda Nobunaga a été le plus grand contributeur au développement du site. Il visait à promouvoir le heinō bunri (en distinguant la classe des samouraïs des autres en leur accordant un statut privilégié et en désarmant les fermiers) en obligeant la classe des samouraïs à vivre dans le jōkamachi, tout en établissant des rakuichi-rakuza (marchés libres et guildes ouvertes) pour stimuler le marchandisage[pas clair] et le commerce. Le jōkamachi a prospéré encore plus sous le régime de Toyotomi Hideyoshi dont l'épicentre politique et commercial Osaka-jōka est devenu très prospère en tant que centre de marchandises. Osaka a continué à être le centre d'affaires pendant la période Edo et a été appelée la « cuisine de la terre ».
La plupart des villes fortifiées du monde comprennent un château et une ville à l'intérieur des murs de défense. Alors que le Japon avait des villes et des villages entourés de douves et de monticules de terre comme Sakai et Jinaicho (ville-temple), le jōkamachi n'avait initialement des douves et des murs qu'autour du château du seigneur féodal et n'avait pas construit de murs autour de la ville entière. Cependant, à mesure que le jōkamachi se développait et augmentait sa valeur économique et politique, il exigeait d'être protégé des guerres et des troubles. De plus en plus de villes ont été construites avec des douves et des murs de défense, dont le style est connu sous le nom de so-gamae (périmètre de défense complet), et en sont venues progressivement à ressembler à des villes fortifiées.
Pendant la période Edo, le jōkamachi a servi moins de base militaire que de capitale politique et économique pour le Bakufu (gouvernement) et les han (domaines). Ce changement est dû à l'absence de guerre pendant toute la période Edo et au fait que la plupart des seigneurs han étaient occasionnellement transférés d'un domaine à l'autre et avaient donc peu d'attachement à la ville en tant que telle (bien que le rendement des cultures restait un sujet d'attention). Les emplacements géographiques qui mettaient en valeur les capacités défensives du château n'offraient pas nécessairement un bon accès et dans de nombreux cas, les villes devenant de plus en plus des centres commerciaux. Les seigneurs abandonnèrent leurs châteaux et déplacèrent leur base gouvernementale à Jin'ya.
La population des jōkamachi, dont on dénombre près de 300 exemples, était très variable. Certains jōkamachi de grande taille comme Kanazawa et Sendai comptait environ 120 000 habitants, samouraïs et marchands confondus, tandis que dans les jōkamachi de petite taille, comme Kameda dans la région de Tohoku, on pouvait recenser environ 4 000 personnes. Dans de nombreux cas, la population est d'environ 10 000 personnes.

## Emplacement et installation

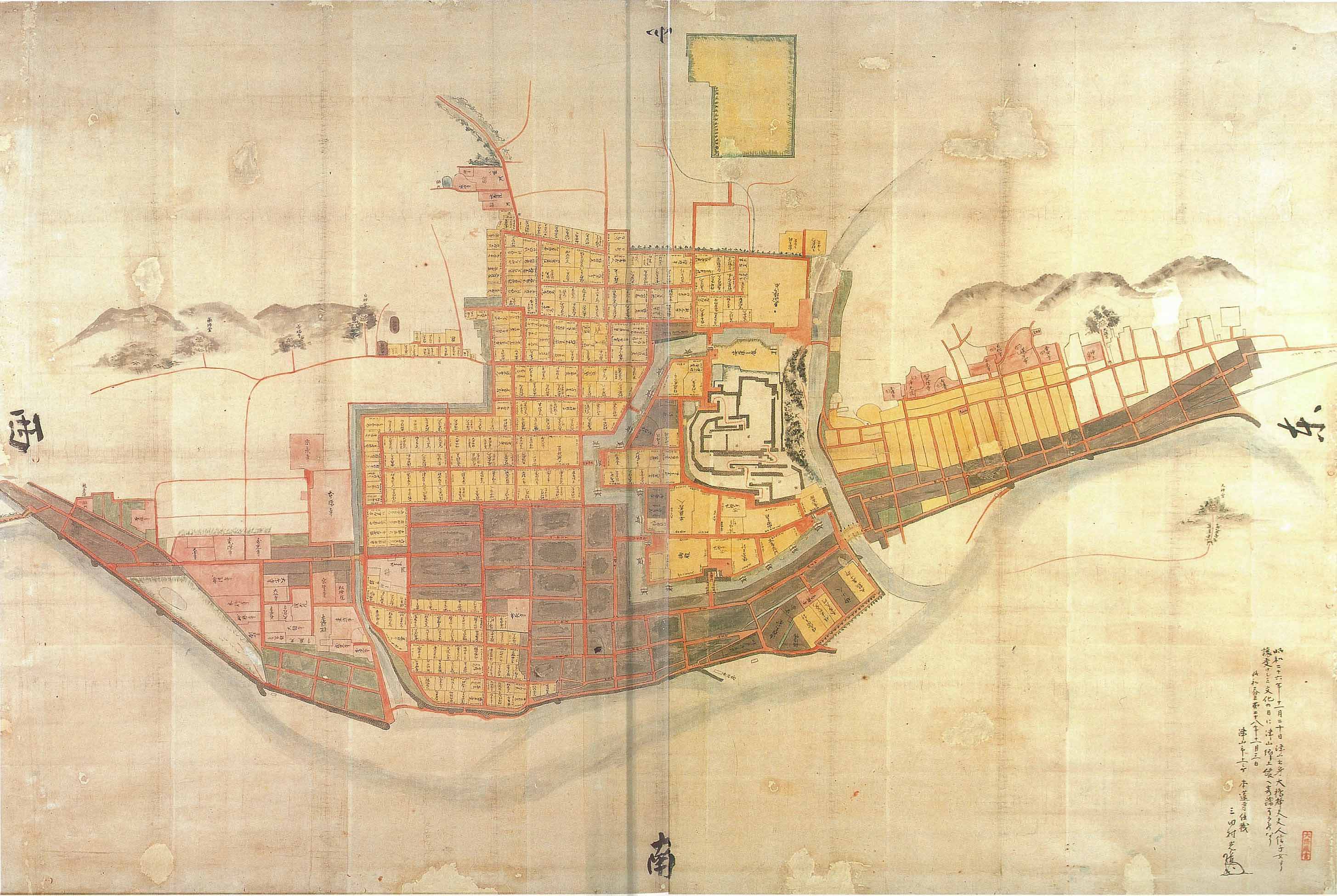
Dessin du jōkamachi de Tsuyama, vers 1700. À droite se trouve le château du daimyo.

### Position et montage
Afin de garantir la domination du Bakufu sur le pays, les troupes de daimyōs devaient pouvoir être déployées à court terme et sur de longues distances. Le choix des emplacements d'un jōkamachi a donc été basé sur des considérations stratégiques nationales : ils devaient être intégrés dans le réseau de transport national et en même temps être capables d'assurer leur approvisionnement à partir de la zone environnante. Les châteaux et leurs villes n'étaient plus autorisés à être situés à l'écart (pour des raisons de défense), mais devaient pouvoir influer sur les événements de la région grâce à leur emplacement et en même temps permettre le contrôle d'importantes routes de campagne ou terrestres. Entre eux, cependant, ils étaient économiquement isolés, et toutes les activités connexes en dehors des frontières du fief devaient être menées via Osaka. Pour l'implantation du jōkamachi, la préférence a été donnée aux endroits offrant un emplacement surélevé pour le château entouré d'une, deux ou même trois rivières et en même temps une zone d'habitation suffisante pour la population. Lors de leur construction, on a veillé à ce que les routes de campagne passent par les quartiers des marchands et des artisans (chōnin). D'une part, cela servait à un commerce florissant, mais d'autre part, cela servait également de mesure de protection en cas d'attaque : un ennemi serait toujours dirigé en premier lieu vers les quartiers de la population simple de la ville .
Fondamentalement, le jōkamachi de la première phase comportait les deux types de fortifications : la zone du château, divisée en trois sections, qui était généralement fortifiée avec des murs de pierre et de larges fossés, n'était pas habitée, à l'exception du daimyō et de sa famille. De plus, toute la ville était entourée d'un fossé ou d'un mur de terre. Seuls deux ou trois portails permettaient d'entrer et de sortir de la ville, de sorte que l'accès à la ville et la circulation pouvaient être contrôlés à tout moment. Sur le site jōkamachi, fondé à la fin de la période Edo, on a renoncé au rempart extérieur, car il s'était avéré superflu d'un point de vue militaire.

## Structure et organisation

### Structure urbaine
La conception d'un jōkamachi visait à stimuler le commerce en remodelant la route principale la plus proche pour traverser la ville afin que la circulation se fasse à l'intérieur du jōka. La route principale passait devant le château plutôt qu'à l'arrière pour démontrer le pouvoir de l'autorité, indépendamment des préoccupations géographiques qui pourraient exister.
Le jōkamachi a intégré diverses idées pour renforcer la défense de la ville. Pour prévenir les invasions, il a habilement utilisé les rivières et autres terrains, creusé des douves, bâti des monticules de terre et des murs de pierre, et parfois construit de lourdes portes comme les portes masugata si la ville était jugée stratégiquement importante. À l'intérieur, les maisons étaient étroitement situées de part et d'autre de la rue principale pour qu'il soit plus difficile de voir directement le château, et les routes étaient coudées ou comportaient des culs-de-sac pour allonger le chemin menant au château. De plus petites sections de la ville ont construit des clôtures et des portes en bois qu'on fermait la nuit, avec des gardes pour éloigner les intrus. Les douves étaient également utilisées comme canaux et jouaient un rôle important dans la distribution des marchandises.
Ces villes avaient tendance à exister autour de terrasses fluviales dans l'est du Japon et de deltas faisant face à l'océan dans l'ouest du Japon, tandis que des villes comme Hikone, Zeze et Suwa éaient adjacentes à un lac dans le cadre du « type de lac » jōkamachi[pas clair].
Dans un jōkamachi, de plus petits districts comme samurai-machi, ashigaru-machi, chōnin et tera-machi entouraient le château. Un samurai-machi est un district pour les enceintes de samouraïs[pas clair], également connu sous le nom de samurai-yashiki. En principe, les vassaux de rang supérieur habitaient une enceinte plus proche du château. Les villes modernes portant des noms comme Sange, Kamiyashiki-machi, Shitayashiki-machi sont des descendants des samurai-machi. Les personnes de statut inférieur comme les ashigaru étaient souvent forcées de vivre à la périphérie des districts de chōnin. Aujourd'hui, les villes portant des noms tels que Banchō, Yuminochō et Teppochō ont tendance à être ce qui était à l'origine des ashigaru-machi.
Le chōnin-chi (district de chōnin) est un district qui se trouve en dehors du samurai-machi pour les commerçants et les artisans. Les villageois qui vivaient près des jōkamachi résidaient dans le chōnin-chi lorsqu'ils emménagèrent. Les commerçants et les artisans étaient répartis en fonction de leur occupation. Des villes portant aujourd'hui des noms comme Gofuku-machi (« ville de l'habillement »), Aburaya-cho (« ville de l'huile »), Daiku-machi (« ville des charpentiers »), Kaji-machi (« ville des forgerons ») et Kōya-chō (« ville des teinturiers ») sont des vestiges de chōnin-chi. Les chōnin-chi étaient plus petits en termes de superficie par famille que les samurai-machi et étaient étroitement alignés le long des rues. C'est pourquoi une maison de chōnin avait une entrée étroite et une grande profondeur et était appelée un « nid d'anguille ». Elle avait deux étages, mais le second étage servait de réserve pour éviter d'avoir vue sur le château et d'indisposer le seigneur qui y vivant.
Le téramachi était placé sur le bord extérieur du jōkamachi et formait un ensemble de grands temples. Il contribuait à renforcer la défense de la ville.

### Une présence moderne
Au Japon aujourd'hui, plus de la moitié des villes de plus de 100 000 habitants sont d'anciens jōkamachi. Leur aspect a changé à cause des grands incendies, des dommages de guerre et du développement urbain. Les villes qui présentent des signes de l'ancien jōkamachi sont en diminution, et celles qui ont préservé l'ensemble de la zone sont très peu nombreuses. Toutefois, de nombreuses anciennes villes jōkamachi ont conservé des vestiges de l'ancienne allure de la ville, même si c'est en partie, et les villes dont les rues ont été conçues à l'origine pour empêcher les intrus étrangers provoquent effectivement des embouteillages aujourd'hui. Les villes modernes ont souvent d'autres traces de jōkamachi comme les anciens quartiers de chōnin-chi qui fonctionnent toujours comme centre-ville ainsi que les festivals (matsuri)et les traditions qui ont continué depuis l'époque du jōkamachi. Les villes qui ont conservé leur conception d'avant la période Edo sont souvent appelées Sho-Kyoto (« petit Kyoto »). Les villes qui ont conservé des vestiges de la période Edo sont parfois appelées Ko-Edo (« petit Edo »).